# Roberto Visentini
Roberto Visentini (Gardone Rivera, 2 de junio de 1957) es un exciclista italiano, profesional entre los años 1978 y 1990, durante los cuales logró 21 victorias.
Como ciclista júnior, fue campeón del mundo y de Italia en 1975.
Como amateur, ganó el Campeonato de Italia en contrarreloj en 1977.
Ya como profesional, logró varios triunfos de etapa en el Giro y la Vuelta. Fue el ganador del Giro de Italia 1986, 2.º en 1983 y 6.º en 1981.
En 1987 era también líder del Giro cuando su compañero de equipo Stephen Roche, contraviniendo las órdenes del director deportivo Davide Boifava, atacó. En su persecución, Visentini sufrió una caída que le obligó a abandonar la carrera.

## Palmarés
1979
- Campeonato de Italia de persecución

1980
- 2 etapas de la Vuelta a España

1981
- Giro del Trentino

1982
- Trofeo Baracchi

1983
- 2.º en el Giro de Italia, más 1 etapa
- Tirreno-Adriático

1984
- 1 etapa del Giro de Italia
- 1 etapa de la Tirreno-Adriático

1986
- Giro de Italia, más 1 etapa
- 2.º en el Campeonato de Italia en Ruta
- Milán-Vignola

1987
- 2 etapas del Giro de Italia

## Resultados en Grandes Vueltas y Campeonatos del Mundo
| Carrera         | 1978 | 1979 | 1980 | 1981 | 1982 | 1983 | 1984 | 1985 | 1986 | 1987 | 1988 | 1989 | 1990 |
| --------------- | ---- | ---- | ---- | ---- | ---- | ---- | ---- | ---- | ---- | ---- | ---- | ---- | ---- |
| Giro de Italia  | 15.º | 10.º | 9.º  | 6.º  | Ab.  | 2.º  | 18.º | Ab.  | 1.º  | Ab.  | 13.º | -    | 26.º |
| Tour de Francia | -    | -    | -    | -    | -    | -    | Ab.  | 49.º | -    | -    | 22º  | -    | -    |
| Vuelta a España | -    | -    | 15.º | -    | -    | -    | -    | -    | -    | -    | -    | -    | Ab.  |